# Comprimido

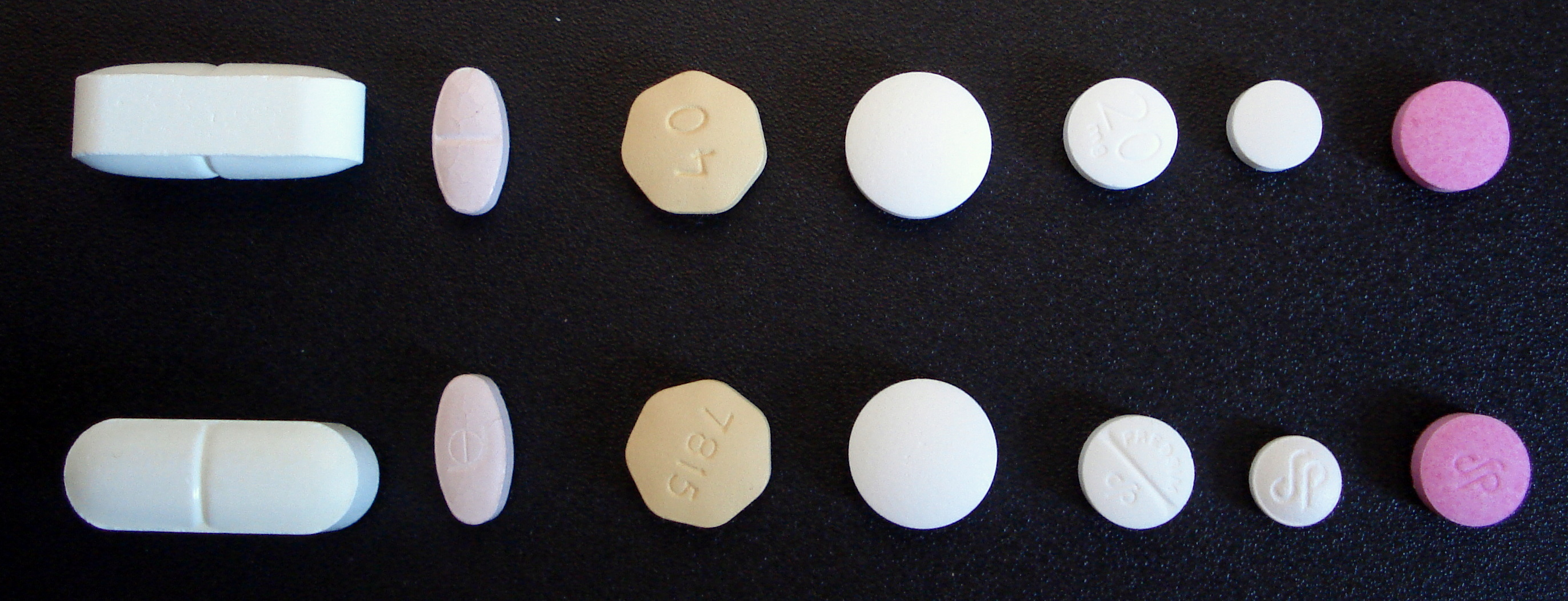
Comprimidos de diversos tamanhos, formas e cores. Alguns sulcados e com gravuras.

Comprimido é a forma sólida de um pó medicamentoso, preparado por compressão, adicionado ou não de substâncias aglutinantes. Podem ter ranhuras para permitirem uma divisão da dose, todavia, sabe-se que esta divisão não é equilibrada e a dose de fármaco é diferente em cada parte. Comprimidos apresentam diversas vantagens em relação às formas de administração orais líquidas, pela sua facilidade no transporte, embalamento e conservação.

## Drágea
É um comprimido revestido com sacarose. Seu processo é feito conforme um comprimido simples, porém após sua fabricação ele passa por um processo na drageadeira onde é feita a aplicação de dois tipos de xarope, o xarope fino e o xarope grosso, além da solução de brilho (que confere um melhor visual ao comprimido). Geralmente drágeas são utilizadas para mascarar sabores desagradáveis dos princípios ativos.
São comprimidos revestidos por substâncias que resistem à ação da secreção gástrica.
Deve-se saber que só haverá liberação da droga na forma ativa quando essa atingir o intestino delgado.

## Pastilha
É um pequeno disco que contém um fármaco numa base aromatizada. Devem ser completamente dissolvidos na boca, para que assim se liberte o fármaco. Normalmente exercem o seu efeito terapêutico na mucosa oral.